# 奴振り

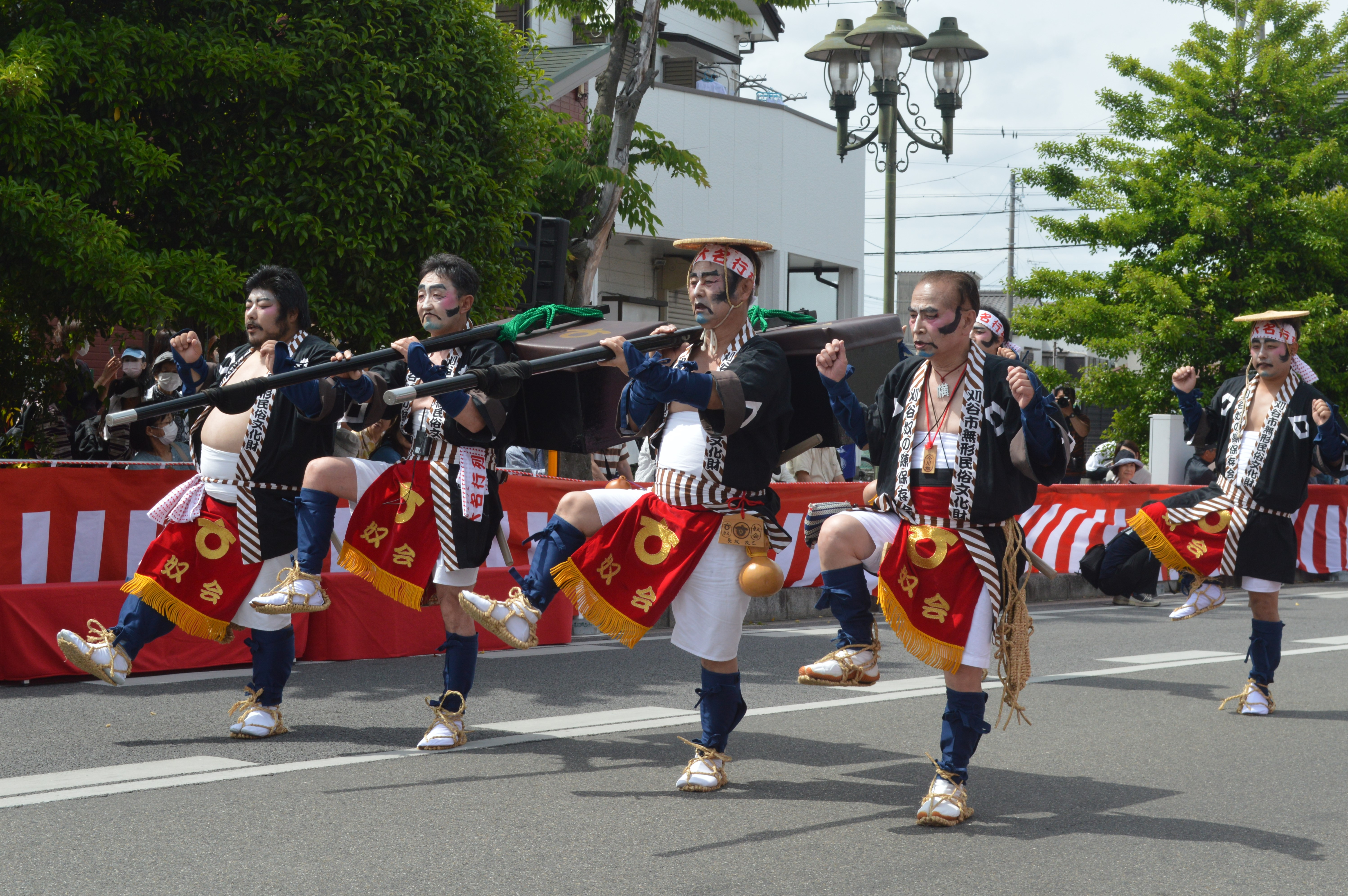
挟箱を持つ奴（愛知県刈谷市）

奴振り（やっこふり・やっこぶり）は、武家の供揃えに由来する民俗芸能の一種で、挟箱（はさみばこ）、立傘（たてがさ）、台笠（だいがさ）、毛槍（けやり）などを所持する奴（やっこ）がおこなう独特の所作をさす。近世では大名行列の出立や国入りなどの要所で演じられており、その芸は歌舞伎舞踊の奴踊（やっこおどり）や、各地の祭礼行列に影響を与えた。現在でも、沖縄を除いた全国各地の祭礼行列で見ることができ、その数は300ヶ所とも言われている。

## 名称と特色
奴振りは、北海道、宮城県、新潟県、富山県、石川県、愛知県、滋賀県、大阪府、愛媛県などにおける呼称である。
ほかにも、大名行列（全国的）、奴行列（北海道、石川県、香川県、徳島県、岡山県、広島県）、ドッコイ（岩手県）、騎馬行列（長野県）、奴道中（香川県、徳島県）、奴のねり（長野県、愛知県）、練込（京都府）、ヨイトマカセ（鳥取県）、やっこ隊、イキリコ（山口県）、手廻り供え（山口県）、投げ奴（香川県）、練物（香川県）、道中奴、子供奴、風流（福岡県）、浮立（佐賀県）、神幸行列（熊本県）などと呼ばれたり、所持する道具によって、槍振り（静岡県）、的練り（滋賀県）、鳥毛、白毛、挟み箱、おはこととりけ（香川県）などと呼ばれることもある。
これらは、挟箱、立傘、台笠、毛槍のうちのひとつ、あるいはいくつかの組み合わせで行列を構成する（奴行列）という共通点があり、これら奴行列が担う芸能を包括する用語として、奴振りが望ましいと考えられている。
奴行列は本来、その主人となる人物の格式を表す装置であり、現代の祭礼行列においても、御神霊を運ぶ神輿や祭主である神主や神官、寺院の法会においては導師などの僧侶などの先払いをつとめることが多い。その一方で、趣向を凝らした出し物（風流・ふりゅう）として祭礼行列に取り入れられたものもある。
奴振りと同様、奴にまつわる民俗芸能として奴踊がある。民俗芸能における奴踊は、素手による手踊りで、輪になって踊ることが多く、代表的な例として嘉瀬の奴踊（青森県）、御坊祭の奴踊（和歌山県）、白石踊の奴踊（岡山県）、武雄の荒踊（佐賀県）などがある。日本国語大辞典、演劇百科大事典、国史大辞典、日本民俗大辞典などでは、民俗芸能の奴踊の項目に奴振りが記述されているが、道具を持った所作と行列を組む奴振りとは明らかに芸態が異なっており、区別すべきである。

## 奴振りの歴史
武家の供揃えである奴行列で、いつから現在のような奴振りをおこなうようになったのか、詳らかでない。近世初期の絵画資料では、となりあった2つの挟箱が密着するような歩き方で描かれるなど、独特の歩き方をしていた様子がうかがえる。元禄期のケンペルの日記には、参勤交代の大名行列の奴たちが、独特の歩き方をしていたことも記されている。
明和8年（1771年）には「近ごろ行列の途中で、槍持（毛槍）や長柄の傘持ち（立傘）が手替りの者へ交代するときに、投げ渡している。怪我などしては問題なので、取りやめるように」といった触れが出されておち、18世紀中ごろには毛槍などを投げ渡す所作が成立していたことがわかる。

## 各地の奴振り
現在、祭礼行列としておこなわれている奴振りを以下に紹介する。

### 北海道

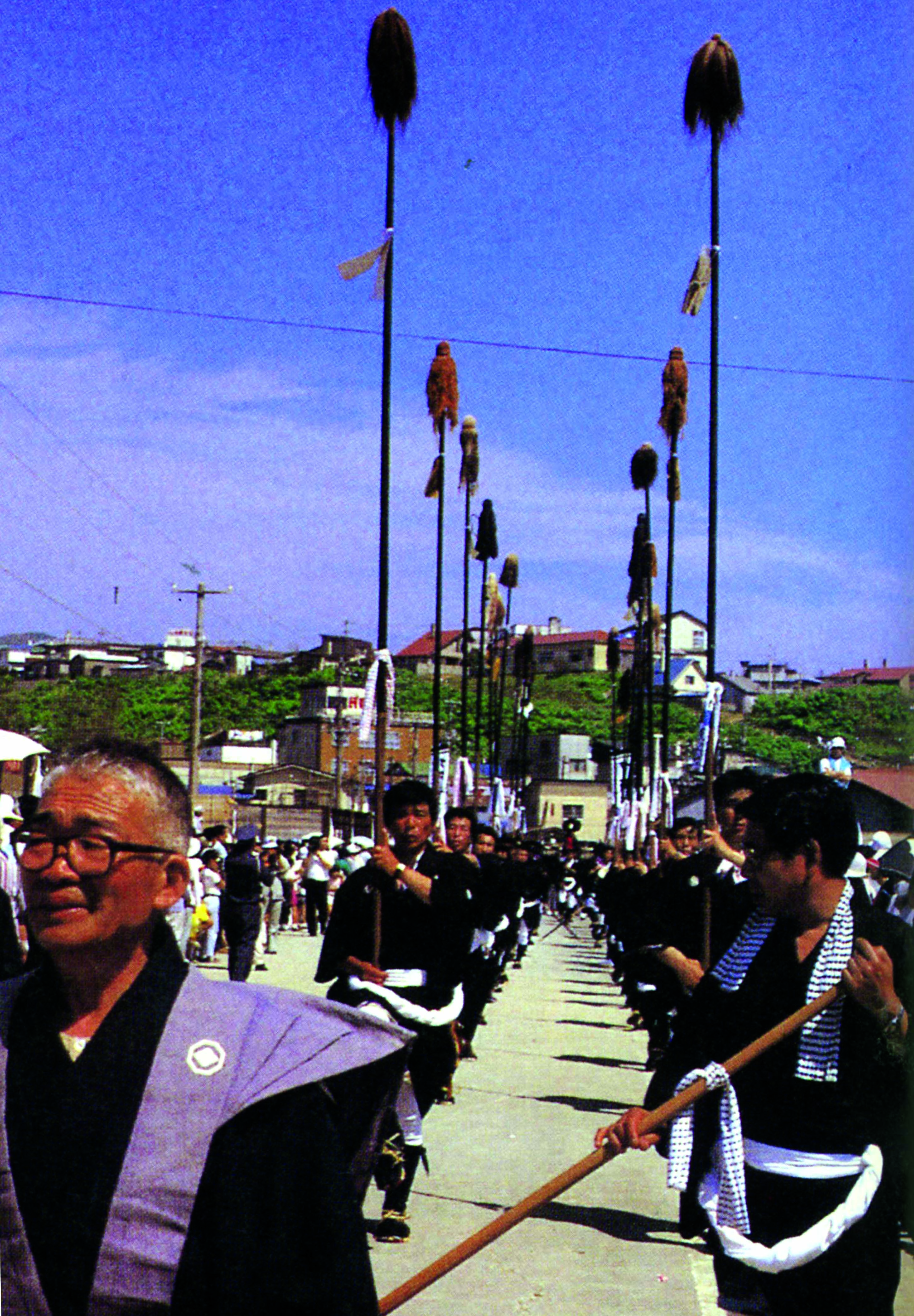
江差の奴振り行列

- 月島奴振り[1]（松前郡松前町月島地区）
- 上磯奴[1]（北斗市旧上磯町地区）
- 富川神社祭の奴踊り[1]（沙流郡日高町）　6月第2土曜日、第2日曜日
- 岩内赤坂奴[1]（岩内郡岩内町岩内神社）　7月7日～9日
- 鹿部稲荷神社例大祭の大岩奴ッ子振り[1]（茅部郡鹿部町）　7月8日
- 越中赤坂奴舞[1]（苫前郡羽幌町羽幌神社）　7月9日、10日

・寿都神社例大祭　寿都子供奴保存会（寿都郡寿都町寿都神社）海の日前の金土日
- 倶知安町赤坂奴[1]（虻田郡倶知安町倶知安神社）　7月末日
- 相沼八幡神社大祭の相沼奴[1]（二海郡八雲町）　8月14日～16日
- 石崎八幡神社祭礼の石崎奴[1]（檜山郡上ノ国町石崎）　8月18日
- 噴火湾奴道中[1]（茅部郡森町掛潤神社）　8月19日
- ニセコ赤坂奴[1]（虻田郡ニセコ町狩太神社）　8月24日、25日
- 瑞治足柄奴[1]（網走郡美幌町美幌神社）　9月5日
- 興部神社祭の奴さん[1]（紋別郡興部町）　9月10日
- 福島大神宮祭礼の奴行列[1]（松前郡福島町）　9月14日～16日
- 金刀比羅神社例大祭（根室市）8月9日〜11日

### 東北地方

#### 秋田県
- 愛宕神社祭典大名行列の奴（湯沢市）　毎年8月第4日曜日

### 関東地方

#### 神奈川県
- 山北のお峯入りの奴（山北町共和地区）　不定期

### 中部地方

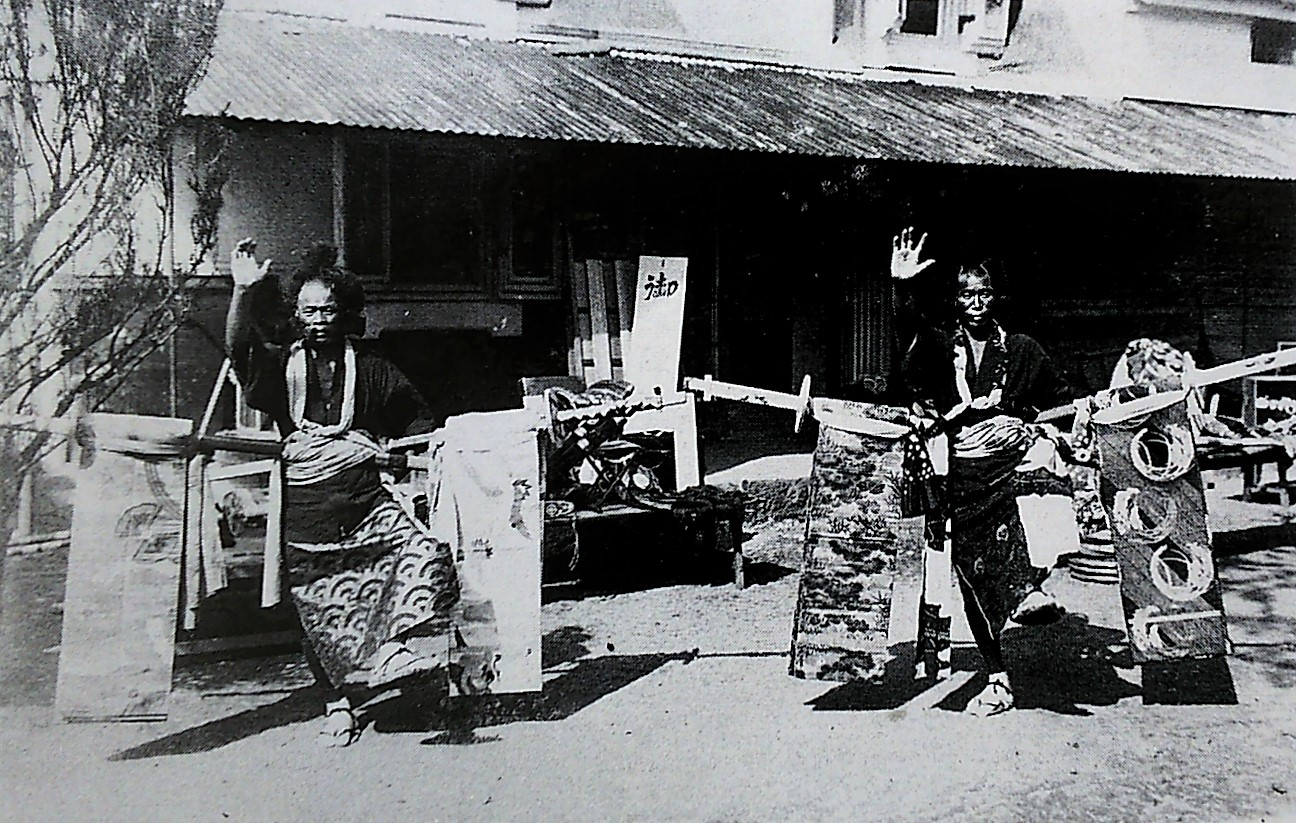
島田大祭の大奴（1929年）

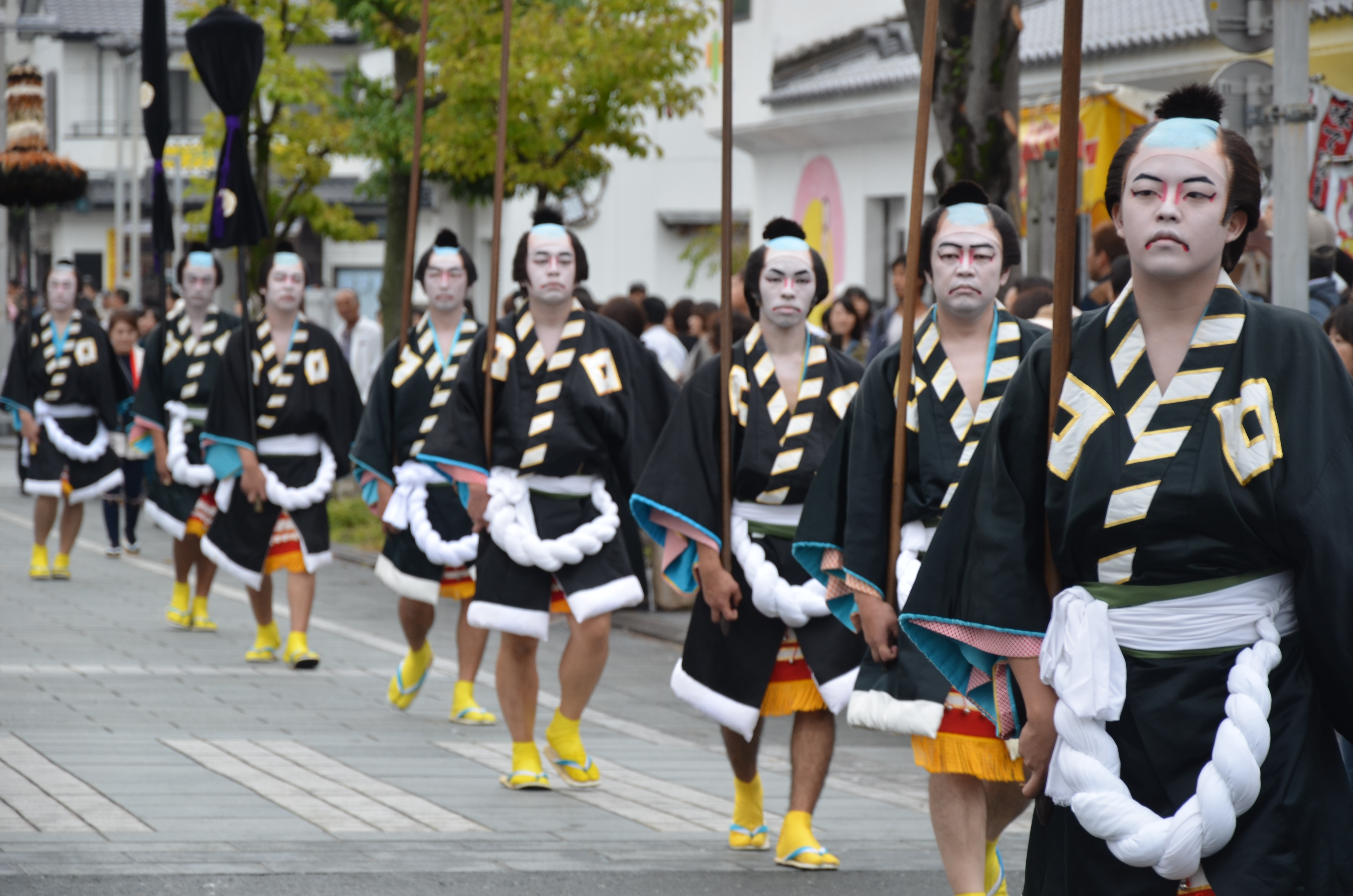
掛川祭の大名行列

#### 石川県
- 東蚊爪町の奴行列（金沢市東蚊爪町）毎年秋分の日
- 正院キリコ祭の奴振り（珠洲市正院町・須受八幡神社）
- 粟崎の奴行列（金沢市粟崎町）毎年9月第一日曜日
- 五郎島の奴行列（金沢市五郎島町）子供奴行列 毎年9月第一日曜
- 戸水の奴行列（金沢市戸水町）5～10年に一度の秋分の日
- 大野の奴行列（金沢市大野町）毎年7月第4日曜日
- 金石の奴行列（金沢市金石御船町）子供奴行列 毎年8月第一日曜日
- 北間の奴行列（金沢市北間町）4,5年に一度の9月第2日曜日
- 大浦の奴行列（金沢市大浦町）5年に一度の秋分の日
- 近岡の奴行列（金沢市近岡町）5年に一度の秋分の日
- 金沢百万石まつりの奴行列（金沢市）　粟崎と五郎島の奴行列が出演
- 金沢市無形民俗文化財指定（金沢奴行列保存会結成 金沢市内の奴行列が加盟している）

大野町と戸水町以外は挟み箱を使用。大野町と戸水町は金幣、銀幣を使用。金沢市の奴行列の特徴は先頭に音頭取りがおり行列の最後に薙刀を持った者がいる。
粟崎町と北間町、近岡町は顔を赤で塗る。東蚊爪町は隈取り風の化粧を施し大浦町は白塗りである。大野町、金石御船町、五郎島町は化粧をしない。戸水町は音頭取り（親方）だけが墨で眉、髭をかくがその他は化粧をしない。
大野町の奴行列は金沢最古の奴行列である。

#### 長野県
- 諏訪神社上社御柱祭の騎馬行列・お騎馬（諏訪市普門寺）　寅と申の年
- 諏訪神社下社御柱祭の騎馬行列・お騎馬（下諏訪町下之原）　寅と申の年
- 諏訪神社下社御柱祭の騎馬行列・お騎馬（下諏訪町友之町）　寅と申の年
- 法性神社平出御柱祭　平出の騎馬行列・お騎馬（辰野町上野・上平出）　寅と申の年
- 飯田お練りまつりの大名行列（飯田市本町三丁目）　寅と申の年

- 八朔祭（おはっさく）の大名行列（都留市・生出神社）

#### 静岡県
- 島田大祭（帯まつり）の大名行列（島田市・大井神社）　寅巳申亥年の3年に一度
- 掛川大祭（おおまつり）の大名行列（掛川市）　3年に一度

#### 愛知県
- 西尾まつりの肴町大名行列（西尾市肴町）
- 大名行列・山車祭の奴のねり（刈谷市・市原稲荷神社）
- 篠島の大名行列（南知多町篠島・神明神社/八王子社）

#### 三重県
- 上野天神祭の鬼行列の奴（伊賀市・三之町筋）
- 四日市祭の大名行列（四日市市・諏訪神社／旧比丘尼町）

### 近畿地方

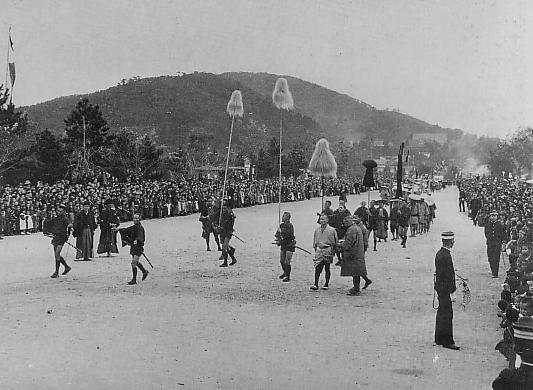
時代祭（1895年）

#### 滋賀県
- ちゃんちゃこ祭の奴振り（長浜市西浅井町集福寺）
- 中河内の奴振り（長浜市余呉町中河内）　3年に一度
- 春照の奴振り（米原市春照）　5年に一度
- 宇賀野の蹴り奴振り（米原市宇賀野）
- 長沢の公家奴振り（米原市長沢）
- 能登瀬の武家奴振り（米原市能登瀬）
- 鍋冠祭の奴振り（米原市筑摩）
- 多賀大社古例大祭（多賀まつり）の奴振り（多賀町多賀）
- 小江戸彦根の城まつりの奴振り（彦根市）　市観光協会の指導による子どもの奴
- 油日祭の奴振り（甲賀市油日・油日神社）　5年に一度
- 七川祭の奴振り（的練り奴）（高島市新旭町安井川・大荒比古神社）
- 草津宿場まつりの大名行列（草津市）　東映の役者によるもの

#### 京都府
- 御香宮神幸祭の武者行列（京都市伏見区・御香宮神社）
- 時代祭の徳川城使上洛列（京都市左京区・平安神宮/平安講社第六社）
- 大森神社の大名行列（舞鶴市大森・弥加宜神社）
- 岩滝の大名行列（与謝野町岩滝）　不定期
- 内宮の練込（福知山市大江町内宮）
- 天田内の練込（福知山市大江町天田内）
- 二俣の練込（福知山市大江町二俣）
- 十倉一の宮神社の練込（福知山市大江町南有路）
- 十倉三の宮神社の練込（福知山市大江町南有路）
- 小原田の練込（福知山市大江町小原田）
- 大原神社の練込（福知山市三和町大原）

#### 奈良県
- 春日若宮おん祭の大名行列（奈良市・春日若宮社）
- 花供会式の大名行列（吉野町吉野・金峯山寺）
- 宇太水分神社の祭礼行列（宇陀市上芳野）

#### 大阪府
- 住吉大社御田植祭の奴振り（大阪市住吉区）

#### 兵庫県
- 出石お城まつりの大名行列・槍振り（豊岡市出石町宵田）

### 中国・四国地方

#### 広島県
- 大瀧神社大竹祭の奴行列（大竹市白石）　10月第三日曜日

#### 山口県
- 金谷天満宮祭礼の手廻り供え（萩市平安古）
- 金谷天満宮祭礼の手廻り供え（萩市古萩町）

### 九州地方

#### 大分県
- 中村白熊[2]（竹田市大字中・中村高良神社）　9月15日
- 植木白熊[2]（竹田市大字植木・六柱神社）　9月22日
- 横平白熊[2]（竹田市大字神原・穴森神社）　9月23日
- 中角白熊[2]（竹田市大字神原・健男霜凝日子神社）　9月23日
- 吉田八幡白熊[2]（竹田市大字吉田・吉田八幡宮社）　9月24日
- 禰疑野神社白熊[2]（竹田市大字今）　9月27日
- 小富士神社白熊[2]（竹田市大字片ヶ瀬）　10月

#### 熊本県
- 本渡祇園神社の鳥毛行列（天草市船之尾町）
- 下浦神社秋祭りの鳥毛行列（天草市下浦町）
- 八代妙見祭の花奴（八代市・八代神社）